# 伊万·波利诺夫
伊万·雅科夫列维奇·波利诺夫（俄语：Иван Яковлевич Полинов；A. Polinov/Ivan J. Polinov；？—？）俄罗斯族，俄国人，三区革命早期领导人之一，民族军首任总指挥。

## 生平
波利诺夫本来是白俄军官，沙俄驻伊宁马队队长。俄国十月革命后留居伊宁。1938年，遭到盛世才拘押，由苏联引渡回国。
1944年11月伊宁事变爆发后，新疆军政当局制订“五路围剿”作战计划。其中一路由谢义锋率领一个团，自精河出发，到达皮青里山沟，这里距离国军在伊宁县最后的据点——艾林巴克飞机场仅20公里。但随后由于雪深难行、没有粮食弹药，谢义锋部撤退回精河。谢义锋部作战期间，被围困在艾林巴克的国军孤军听到了枪声。游击队总司令亚历山德罗夫也听到了枪声，携带抢来的一车财物准备逃跑。为此，亚历山德罗夫被撤职，改由波利诺夫任总指挥官。
波利诺夫久居伊宁，熟悉当地的地理环境、风土民情。在波利诺夫及苏联顾问的指挥下，以苏联红军为骨干，配合重迫击炮、烧夷弹，经80余天围攻，1945年2月1日攻占艾林巴克飞机场，取得艾林巴克殲滅戰胜利。
1945年2月，临时政府决定将游击队总司令部改组为民族军总指挥部。1945年4月8日，在伊宁市西公园广场上，举行民族军成立大会。波利诺夫为民族军总指挥。
1945年6月初，在苏联顾问帮助下，民族军总指挥部制订出北、中、南三线作战计划。波利诺夫率部于1945年7月31日攻占塔城。9月上旬，阿山地区被攻占，北线的战斗结束。中线部队沿着伊迪公路东进。9月4日至8日，波利诺夫在苏联红军支援下，出动三架飞机及装甲车、炮兵配合，攻占乌苏。9月5日至8日，伊斯哈克伯克·穆努诺夫在苏联红军支援下，攻占精河。中线的民族军推进至玛纳斯河。南线在蒲犁、拜城、阿克苏、温宿等地展开战斗。在该时期，苏联红军的人员和武器装备随意进出苏新边界，新疆形势极度紧张。
经过和平谈判，1946年6月18日，国民政府发布政令，改组新疆省政府，张治中兼任新疆省主席，阿合买提江、包尔汉任副主席。1946年6月22日，和谈协议签字，波利诺夫奉命连夜返回苏联，刚从南疆返回的伊斯哈克伯克·穆努诺夫接任民族军总指挥。